# Marek Stachowski

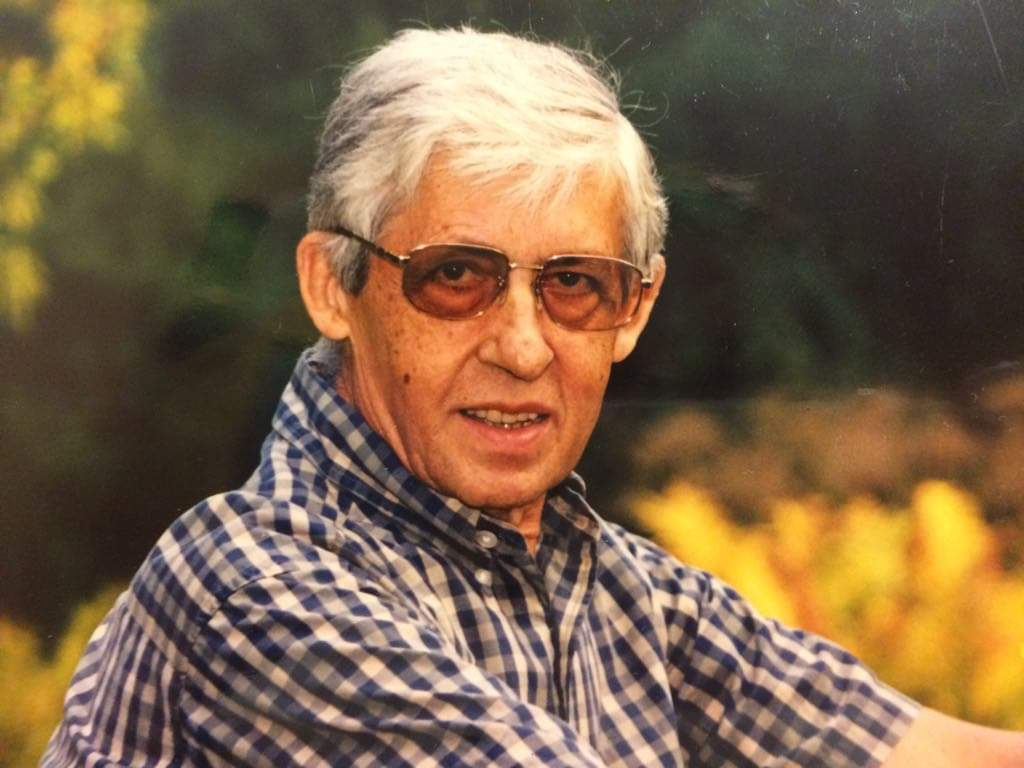
Marek Stachowski

Marek Stachowski (* 21. März 1936 in Piekary Śląskie; † 3. Dezember 2004 in Krakau) war ein polnischer Komponist. Von 1993 bis 1999 und von 2002 bis 2004 war er Rektor der Musikakademie Krakau.

## Biografie
Drei Jahre vor Ausbruch des Zweiten Weltkriegs geboren, musste seine Familie sich vor den Nazis verstecken. 1952 begann seine musikalische Ausbildung an der Staatlichen Musikgrundschule bei Stanisław Czerny (Klavier). Im Jahr 1962 heiratete er Maria Jabłońska. Von 1963 bis 1968 studierte er bei Krzysztof Penderecki an der Musikakademie Krakau (damals Państwowa Wyższa Szkoła Muzyczna, Staatliche Musikhochschule). An seiner Alma Mater hatte er von 1967 an eine Kompositionsklasse. Zahlreiche seiner Schüler und Studenten sind in der polnischen Musikszene nachhaltig aktiv, u. a. Wojciech Widłak, Maciej Jabłoński, Kazimierz Pyzik oder Jacek Wiktor Ajdinović.
Die Musikakademie Krakau pflegt sein Andenken post mortem mit dem jährlichen Marek-Stachowski-Kompositionswettbewerb (erstmals veranstaltet 2008) und hat ihren Kammermusiksaal in Marek-Stachowski-Saal umbenannt. Darüber hinaus bemüht sich das Stowarzyszenie Artystów Polskich (Society of Polish Artists) bei der Stadt Krakau um eine Ehrung in Form einer Straßenumbenennung.